# اچ‌ام‌اس پرسئوس (ان۳۶)
اچ‌ام‌اس پرسئوس (ان۳۶) (به انگلیسی: HMS Perseus (N36)) یک زیردریایی بود که طول آن ۲۶۰ فوت (۷۹ متر) بود. این زیردریایی در سال ۱۹۲۹ ساخته شد.